# Pelophylax
Pelophylax Fitzinger, 1843 è un genere di anfibi anuri, appartenente alla famiglia Ranidae.

## Distribuzione e habitat
Le specie di questo genere sono diffuse in Nordafrica, Europa ed Asia.

## Tassonomia
Comprende le seguenti 22 specie:
- Pelophylax bedriagae (Camerano, 1882)
- Pelophylax bergeri (Günther, 1986)
- Pelophylax caralitanus (Arikan, 1988)
- Pelophylax cerigensis (Beerli, Hotz, Tunner, Heppich, and Uzzell, 1994)
- Pelophylax chosenicus (Okada, 1931)
- Pelophylax cretensis (Beerli, Hotz, Tunner, Heppich, and Uzzell, 1994)
- Pelophylax cypriensis Plötner, Baier, Akın, Mazepa, Schreiber, Beerli, Litvinchuk, Bilgin, Borkin, and Uzzell, 2012
- Pelophylax demarchii (Scortecci, 1929)
- Pelophylax epeiroticus (Schneider, Sofianidou, and Kyriakopoulou-Sklavounou, 1984)
- Pelophylax fukienensis (Pope, 1929)
- Pelophylax hubeiensis (Fei and Ye, 1982)
- Pelophylax kurtmuelleri (Gayda, 1940)
- Pelophylax lessonae (Camerano, 1882)
- Pelophylax nigromaculatus (Hallowell, 1861)
- Pelophylax perezi (López-Seoane, 1885)
- Pelophylax plancyi (Lataste, 1880)
- Pelophylax porosus (Cope, 1868)
- Pelophylax ridibundus (Pallas, 1771)
- Pelophylax saharicus (Boulenger, 1913)
- Pelophylax shqipericus (Hotz, Uzzell, Günther, Tunner, and Heppich, 1987)
- Pelophylax tenggerensis (Zhao, Macey, and Papenfuss, 1988)
- Pelophylax terentievi (Mezhzherin, 1992)